# Серакув (гмина)
Серакув (пол. Sieraków) — гмина (волость) в Польше, входит как административная единица в Мендзыхудский повет, Великопольское воеводство. Население — 8624 человека (на 2004 год).

## Соседние гмины
1. Гмина Хшипско-Вельке
2. Гмина Дравско
3. Гмина Дрезденко
4. Гмина Квильч
5. Гмина Мендзыхуд
6. Гмина Вронки